# Deathmate
Deathmate (Deathmate?) è il settimo EP della rock band visual kei giapponese Vidoll. È stato pubblicato il 1º gennaio 2006 dalla label indie UNDER CODE PRODUCTION.
È stato stampato in due edizioni, entrambe in confezione jewel case con copertine diverse e DVD.

## Tracce
Tutti i brani sono testo e musica dei Vidoll.

Dopo il titolo è indicata fra parentesi "()" la grafia originale del titolo.
1. Eliza (エリ−ザ?) - 5:12
2. Shutdown (シャットダウン?) - 5:18
3. Chocoripeyes (Chocoripeyes?) - 4:12
4. Deathmate (Deathmate?) - 4:42
5. Kuroneko (黒猫?) - 4:29

### DVD A
- Shutdown (シャットダウン?); videoclip

### DVD B
- Chocoripeyes (Chocoripeyes?); videoclip

## Singoli
- 28/09/2005 - Shutdown
- 26/10/2005 - Chocoripeyes

## Formazione
- Jui - voce
- Shun - chitarra
- Giru - chitarra
- Rame - basso
- Tero - batteria